# Acrodynie
Acrodynie is een ziekte die hoofdzakelijk bij kinderen voorkomt en van een onbekende oorsprong is. Volgens sommige onderzoekers ligt de oorzaak bij een chronische kwikvergiftiging.
De kenmerken zijn pijnlijke rozerode handen en voeten, vervelling, vermagering, verhoogde bloeddruk en soms psychische veranderingen. De ziekte is dikwijls van lange duur, van enkele maanden tot een jaar.